# Episodi di Dalziel and Pascoe (settima stagione)
Lista degli episodi della settima stagione della serie televisiva Dalziel and Pascoe.
| N° | Titolo originale               | Titolo italiano | Prima TV UK       | Prima TV Italia |
| -- | ------------------------------ | --------------- | ----------------- | --------------- |
| 1  | The Unwanted                   |                 | 30 settembre 2002 |                 |
| 2  | Mens Sana                      |                 | 7 ottobre 2002    |                 |
| 3  | Sins of the Fathers            |                 | 14 ottobre 2002   |                 |
| 4  | For Love nor Money             |                 | 21 ottobre 2002   |                 |
| 5  | Dialogues of the Dead - Part 1 |                 | 21 dicembre 2002  |                 |
| 6  | Dialogues of the Dead - Part 2 |                 | 22 dicembre 2002  |                 |